# 杜希
杜希（法語：Douchy，法語發音：[duʃi]）是法国卢瓦雷省的一个旧市镇，位于该省东北部，属于蒙塔日区。2016年1月1日，杜希和相邻的蒙科尔邦合并为新市镇杜希-蒙科尔邦（Douchy-Montcorbon），杜希为政府驻地。

## 地理
杜希（47°56'36"N, 3°3'9"E）面积23.51 平方千米，位于法国中央-卢瓦尔河谷大区卢瓦雷省，该省份为法国中北部省份，北起埃松省，西北接厄尔-卢瓦省，西南接卢瓦-谢尔省，南至涅夫勒省和谢尔省，东临约讷省，东北接塞纳-马恩省。
与杜希接壤的市镇（或旧市镇、城区）包括：蒙科尔邦、丰特努耶、谢讷阿尔努、迪西、特里盖尔。
杜希的时区为UTC+01:00、UTC+02:00（夏令时）。

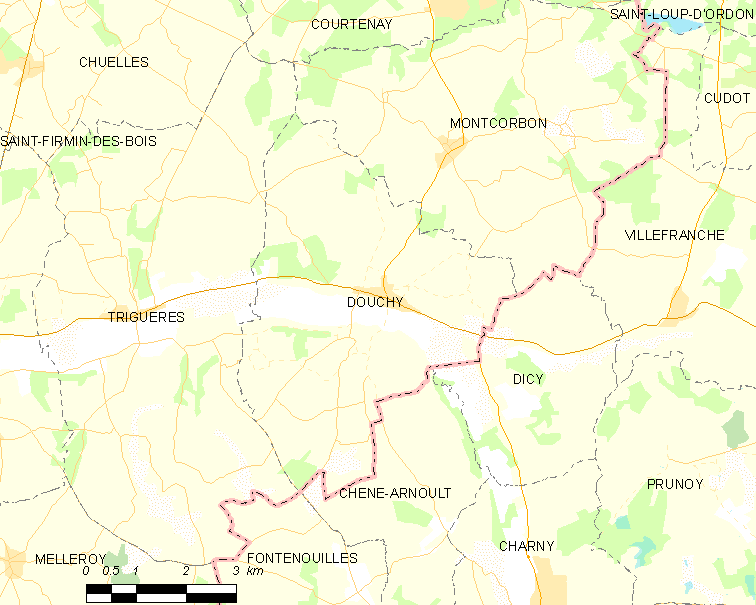
杜希的OSM定位图

## 行政
杜希的邮政编码为45220，INSEE市镇编码为45129。

## 政治
杜希所属的省级选区为库特奈县。

## 人口

1962-2008年间杜希人口变化图示

杜希于2018年1月1日时的人口数量为910人。